# Manizales
Manizales è un comune della Colombia, capoluogo del dipartimento di Caldas.
Situato in una regione montuosa piena di dirupi e rilievi scoscesi, è posto in una zona caratterizzata da instabilità sismica. La particolare collocazione geografica ha reso necessari interventi di edilizia antisismica. Il territorio che circonda la città è molto fertile e ricco di piantagioni di caffè. La città sorge nel nord dell'Asse colombiano del caffè (Eje Cafetero), vicino al vulcano Nevado del Ruiz, ad un'altitudine di circa 2 160 metri.
Manizales è anche chiamata "La ciudad de las puertas abiertas" ("La città delle porte aperte") ed anche chiamata "Manizales del alma", per il pasodoble taurino che ha il suo nome.
Questa città è conosciuta per la fiera annuale Feria anual, il festival internazionale di teatro Festival Internacional de Teatro e numerosi spettacoli e convenzioni.
Secondo l'ultimo censimento la popolazione di Manizales nel 2005 contava 368 433 abitanti, saliti a 386 931 nel 2009 in base ad una proiezione fatta per il DANE.
Fu fondata il 18 ottobre 1849 nel corso di una guerra civile.